# Kay Nambiar

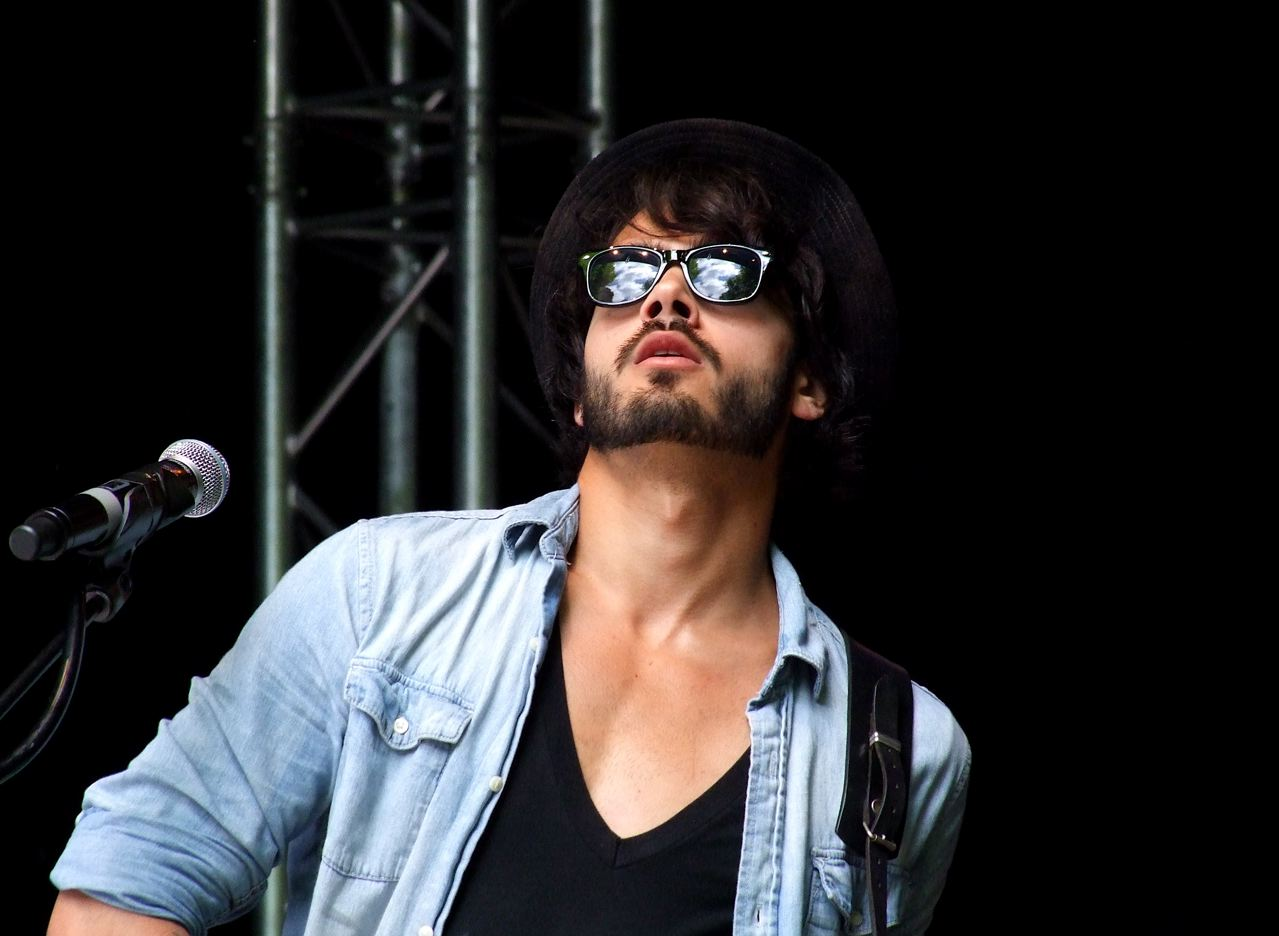
Kay Nambiar

Kay Nambiar (Amsterdam, 20 juni 1983) is een Nederlands muzikant, televisiepresentator en model. Zijn moeder is Nederlandse en zijn vader Amerikaans.
In 2008 scoorde Nambiar met de band Valerius een top 10-hit in Nederland en in 2012 een nummer 1-hit in Indonesië.
In 2014 was Nambiar een van de deelnemers en winnaar van het vijftiende seizoen van het RTL 5-programma Expeditie Robinson
Hierna werd Nambiar van 2014 tot 2020 het gezicht van MTV Nederland. Hij presenteerde verschillende programma's zoals Sitdown, My myself and Kay en de MTV Awards. Ook presenteerde Nambiar verschillende programma's voor Veronica en SBS6.
In het voorjaar van 2022 was Nambiar na acht jaar te zien in het speciale seizoen Expeditie Robinson: All Stars waarin oud (halve)finalisten de strijd met elkaar gaan om de ultieme Robinson te worden. Hij viel ditmaal samen met Gregory Sedoc als eerste af en eindigde op een gedeelde zestiende plaats.
In 2022 bracht Nambiar een solo EP uit onder zijn eigen naam en verhuisde in 2023 naar New York om zich volledig toe te leggen op zijn fotografie.

## Bron
- Kay Nambiar. A Million Faces. Geraadpleegd op 23 september 2015.